# 輪島塗

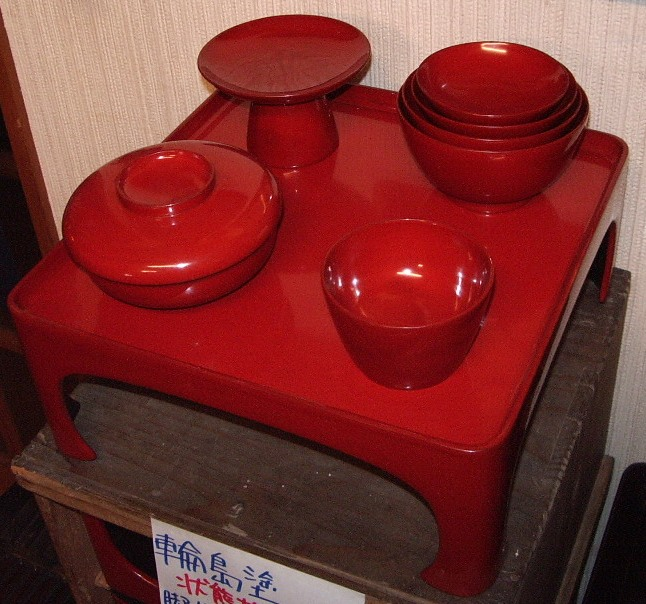
輪島塗

輪島塗（わじまぬり）とは、石川県輪島市で生産される漆器である。

## 特色
木地に、生漆と米糊を混ぜたもので布を貼って補強する（布着せ）。生漆と米糊、そして焼成珪藻土を混ぜた下地を何層にも厚く施した「丈夫さ」に重きをおいて作られている漆器である。 
伝統的工芸品に指定された際の通商産業省（当時）による輪島塗の要件は次のとおり（昭和50年5月10日通商産業省告示第172号）。
- 伝統的な技術または技法 
  1. 下地塗りは、次の技術または技法によること
    1. 木地に生漆を塗付した後「着せもの漆」を塗付した麻または寒冷紗を用いて「布着せ」をすること。
    2. 生漆に米のり及び「輪島地の粉」を混ぜ合わせたものを塗付しては研ぎをすることを繰り返すこと。

  2. 上塗りは、精製漆を用いて「花塗」または「ろいろ塗」をすること。
  3. 加飾をする場合は、沈金または蒔絵によること。
  4. 木地造りは、次のいずれかによること。
    1. 挽き物にあっては、ろくろ台及びろくろかんなを用いて形成すること。
    2. 板物または曲げ物にあっては、「こくそ漆」を用いて成形すること。
- 伝統的に使用されてきた原材料
  1. 漆は天然漆とすること。
  2. 木地はヒバやケヤキ、カツラもしくはホオノキ、またはこれらと同等の材質を有する用材とすること。

これらはあくまで伝統産業の振興を目的とする法令「伝統的工芸品産業の振興に関する法律」に基づく伝統的工芸品としての輪島塗の要件である。これらを満たすことで類似品と区別するための「伝統証紙」が使用できたりするが、これら要件をすべて満たしたものだけが輪島産の漆器という訳ではない。
椀木地（わんきじ）の縁や薄く壊れやすい部分に、着せもの漆（生漆と米糊とを混ぜたもの）を接着剤に用いて、麻布や寒冷紗（かんれいしゃ）などの布を貼りつける。漆工芸における基本的な工程であるが、現在広く流通している漆器では省略されることが多く、輪島塗や越前塗、京漆器等の一部の漆器産地でつくられるものにしか見受けられない。
また、漆にフィラーを配合して作ったペースト状の下地材を何層にもわたってヘラ木で塗装していく工程を「本堅地（ほんかたじ）」といい、これも漆工芸における基本的な工程である。輪島塗ではこのフィラーに「輪島地の粉」と呼ばれる焼成珪藻土を用いるのが特徴である。本堅地の工程では、最初は漆に数百μmの粒径のフィラーを添加し、工程を進めるごとに何段階かにわたってフィラーのサイズを細かくしていき、最終的には数十μｍの粒径のものを使って仕上げる。表面に見える赤や黒の漆はこの後に刷毛で塗装されている。
なお漆工芸ではヒノキのヘラを使って下地作業を行うことが多い、輪島のある能登半島にはヒノキが分布していないため、代用材として同じヒノキ科のヒバ（ヒノキアスナロ）をヘラ木として用いる。特に能登地方ではヒバを「アテ」と呼称していた。能登アテは青森ヒバから分根したものであるが、現在では材木としてブランド力のある青森ヒバにならって「能登ヒバ」として市場に出ることが多くなった。ヒバ材は桧よりも許容応力度が劣るものの、ほぼ同様の性質を持ち輪島地の粉を使った下地作業には最適とされている。

## 歴史
輪島での漆器の生産は古くまで遡ると考えられる。同じ能登半島の三引遺跡（七尾市）からは6800年前の漆製品が発見されている。輪島では平安時代の遺構である屋谷B遺跡で漆製品が発掘されている。
輪島塗の特色を備えたものとしては、山地を挟んで輪島の南側にある穴水町の西川島遺跡群御館遺跡（室町時代前期）で珪藻土を下地に用いた椀が発掘されている。現存する最古の輪島塗は、室町時代の大永4年（1524年）作と伝わる重蔵神社（輪島市河井町）旧本殿の朱塗扉といわれている。
現在のような輪島塗の技術が確立したのは江戸時代前期の寛文年間と伝えられている。能登半島北端にある輪島は北前船などの寄港地であり、この時期には既に海運の利を生かして販路を拡大していた。また陸路での行商もおこなわれており、堅牢さが評判の輪島塗は日本各地で使われていた。沈金の始まりも江戸中期の享保期、蒔絵は江戸後期の文政期に入ってからである。
日清・日露戦争で輸出が減衰したが、国外の博覧会には毎回出品し、主要生産地の漆器のなかで突出した値段で取引されていたという。
1977年に文化財保護法に基づいて重要無形文化財に指定され、その保持団体として「輪島塗技術保存会」が認定を受けた。
現代においても輪島塗は高級漆器として広く販売されているとともに、輪島市にある輪島塗会館や石川県輪島漆芸美術館などは観光スポットにもなっている。また輪島塗のヴァイオリンが製作されるなど、器以外への応用も模索されている。さらに、国内需要や実用品としての需要の減退を受けて、日本国外の富裕層向けに一点物の美術工芸品を制作して販売する雲龍庵のような工房や海外から来日して輪島塗のアクセサリーを製作するRoss Studios（ロス・スタジオ）のような工房も現れてきており、様々な方法で伝統産業としての維持が模索されている。
2024年1月1日に発生した能登半島地震により、工房や店舗が被害を受け、生産の再開が見通せない状況となっている。輪島朝市周辺の火災により、12の事業所が焼失し、他にも工房などが被害を受け、材料や道具を失った事業者は多数いるという。これを受け、輪島漆器商工業協同組合は、義援金の受付を開始した。また全国各地の漆器組合やその他団体から、義援金の受付も開始されている。

### 関係年表
- 元和2年（1616年） 加賀藩は、能登に七木保護の制を布告。自由な伐採を禁じた。
- 寛永年間 （1624年 - 1643年） 加賀藩は、漆の木の植林を奨励。
- 享保年間 (1716年 - 1735年） 塗物に彫刻を施す技巧が開発。輪島沈金の始まりとなる。
- 文政年間 (1818年 - 1829年） 会津塗の蒔絵師安吉から蒔絵の技法を習得。
- 明治25年 （1892年） 目つぶしカンナが、発明される。
- 明治36年（1903年） 蒸気機関を動力とした轆轤（ろくろ）が導入される。